# Hamptophryne boliviana
Hamptophryne boliviana is een kikker uit de familie smalbekkikkers (Microhylidae). De soort werd voor het eerst wetenschappelijk beschreven door Hampton Wildman Parker in 1927. Oorspronkelijk werd de wetenschappelijke naam Chiasmocleis boliviana gebruikt. Het was lange tijd de enige soort uit het geslacht Hamptophryne.

## Verspreiding en habitat
De soort komt voor in delen van Zuid-Amerika, en leeft in de landen Bolivia, Brazilië, Colombia, Ecuador, Frans-Guyana, Guyana, Peru, Suriname en Venezuela. In Peru en Bolivia is de soort algemeen, maar in het grootste deel van het verspreidingsgebied is de soort zeldzamer, in sommige landen zijn slechts enkele populaties bekend. De habitat bestaat uit poelen en overstroomde gedeelten van tropische regenwouden en bossen tot een hoogte van 400 meter boven zeeniveau.

## Levenswijze
Hamptophryne boliviana is bodembewonend en leeft in de strooisellaag van het bos. De eitjes worden afgezet in het water waar de kikkervisjes zich verder ontwikkelen.